# 프워츠크

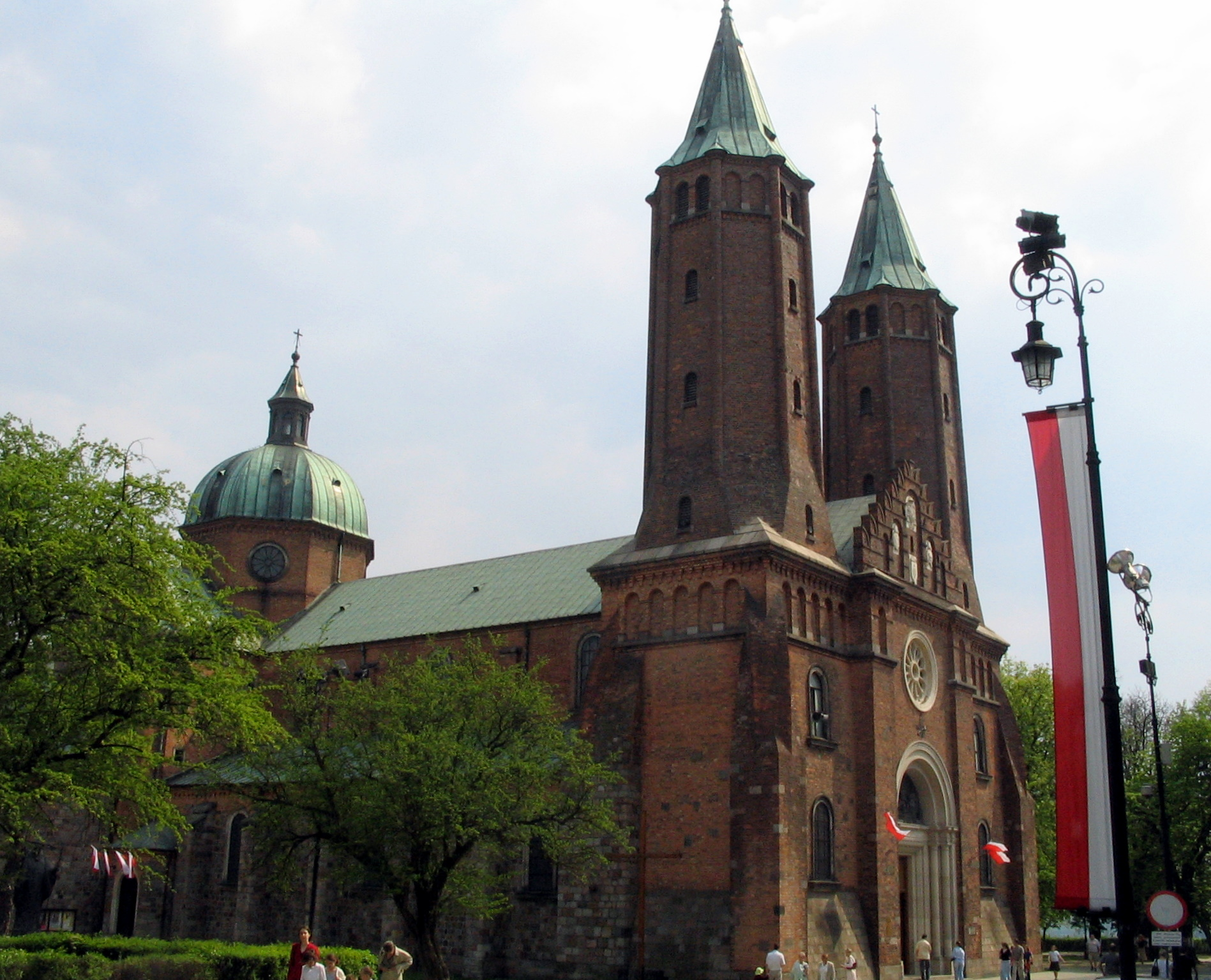
프워츠크 성당

프워츠크(폴란드어: Płock)는 폴란드 중부 마조프셰주에 위치한 도시로, 비스와강과 접하며 면적은 88.06km2, 높이는 60m, 인구는 126,675명(2009년 기준), 인구 밀도는 1,400명/km2이다. 1975년부터 1998년까지는 프워츠크 주의 주도였다. 1079년부터 1138년 크라쿠프로 이전하기 전까지 폴란드의 수도였던 도시이며 역사적으로 마조프셰 지방의 중심 도시 역할을 했던 도시이다.
주요 산업은 정유 산업이며 폴란드에서 가장 큰 규모를 자랑하는 정유 시설이 들어서 있다. 러시아와 독일을 연결하는 송유관이 지나간다.

시기
시 문장

## 자매 도시
- 세르비아 로즈니차
- 독일 다름슈타트
- 미국 포트웨인
- 리투아니아 마제이캬이
- 벨라루스 나바폴라츠크
- 이탈리아 포를리
- 프랑스 오세르
- 몰도바 벌치
- 영국 서럭
- 러시아 미티시